# Маруган
Маруган (ісп. Marugán) — муніципалітет в Іспанії, у складі автономної спільноти Кастилія-і-Леон, у провінції Сеговія. Населення — 635 осіб (2010).
Муніципалітет розташований на відстані близько 80 км на північний захід від Мадрида, 22 км на захід від Сеговії.
На території муніципалітету розташовані такі населені пункти: (дані про населення за 2010 рік)
- Маруган: 226 осіб
- Пінар-Хардін: 409 осіб

## Демографія
Динаміка населення (INE ):